# Ace Frehley
 (juin 2020).
Si vous disposez d'ouvrages ou d'articles de référence ou si vous connaissez des sites web de qualité traitant du thème abordé ici, merci de compléter l'article en donnant les références utiles à sa vérifiabilité et en les liant à la section « Notes et références ».
Ace Frehley, de son vrai nom Paul Daniel Frehley, est un guitariste américain. Il est né le 27 avril 1951, dans le Bronx à New York où il a aussi grandi,. Il est principalement connu pour avoir été le premier guitariste soliste du groupe de rock Américain Kiss de sa création en 1973 jusqu'en 1982. Il a inventé le personnage du "Spaceman" (alias "Space Ace"). Après avoir quitté Kiss, Frehley a entamé une carrière solo, qui a été suspendue au moment de la reformation originelle de Kiss, en 1996, pour une tournée de réunion qui fut un énorme succès mondial. Il quitte de nouveau le groupe en 2002 et est remplacé par Tommy Thayer.
Son talent, sa technique si particulière de jouer de la guitare et ses performances live ont inspiré toute une génération de guitaristes tels que : Dimebag Darrell, Mike McCready, John 5, Dave 'Snake' Sabo, Paul Gilbert, Marty Friedman et de nombreux autres, si bien que Frehley est aujourd'hui considéré comme un guitar hero. Frehley est également connu pour son utilisation de nombreuses guitares à effets spéciaux, notamment une guitare Gibson Les Paul qui émet de la fumée à partir du micro humbucker et produit des effets pyrotechniques tournants, ainsi qu'une Les Paul spéciale qui émet de la lumière en fonction du tempo du morceau.
Le magazine Guitar World l'a placé, en 2004, à 14e de son classement des 100 meilleurs guitaristes de Heavy metal de tous les temps ainsi qu'à la 92e place de son classement des 100 meilleurs guitaristes de tous les temps.

## Biographie

### Jeunesse
Benjamin de la famille, il est le fils de Carl Daniel Frehley et Esther Anna Hecht. Son père, originaire de Pennsylvanie, est le fils d'immigrants néerlandais et sa mère est originaire de la Caroline du Nord et est d'origines allemandes .
Ace Frehley fait partie d'une famille de musiciens, son père et sa sœur Nancy sont pianistes, sa mère joue du piano pour les chœurs de l'église, et son frère Charley Frehley rencontre un certain succès avec son groupe de country The Bridge Band. La musique étant considérée dans la famille comme quelque chose d'assez classique, Ace et son frère commencent à voir les choses différemment avec la popularité des Beatles. À l'âge de 13 ans, Ace commence la guitare en autodidacte, à 16 ans il voit les Who en concert et décide de se mettre plus sérieusement à son instrument.
À l'époque[Quand ?], Ace est chauffeur de taxi : on retrouve une phrase qui y fait allusion dans ses remerciements, au dos de son album solo période Kiss.

### 1973-1982: Première période avec Kiss

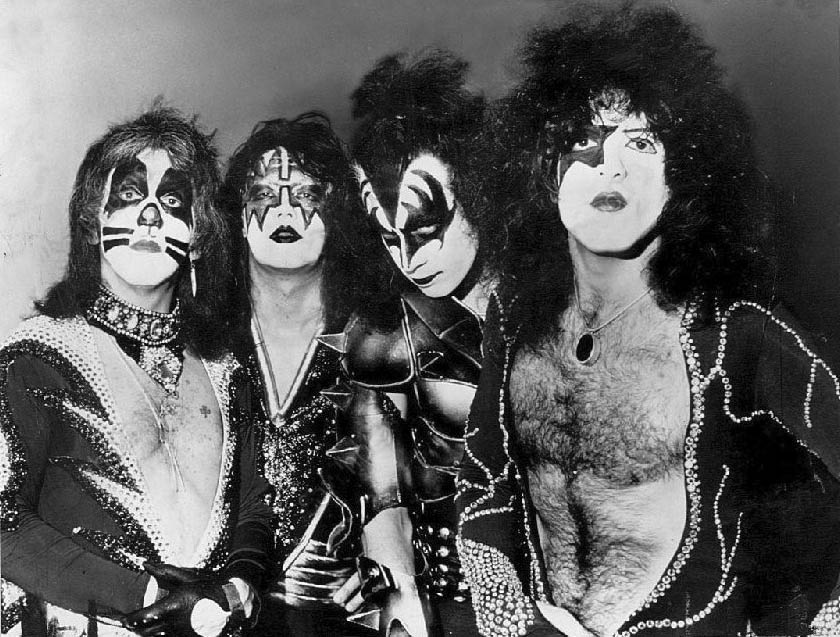
La formation originale de Kiss en 1976 (sur cette photo promotionnelle, Ace Frehley est le deuxième en partant de la gauche).

Maquillage d'Ace Frehley, Spaceman, en tant que membre de Kiss, repris plus tard par Tommy Thayer.

En janvier 1973, il rejoint Paul Stanley, Gene Simmons et Peter Criss pour fonder le groupe Kiss en tant que guitariste soliste. Il est finalement embauché après que le groupe a auditionné une soixantaine de guitaristes, entre autres Jay Jay French de Twisted Sister, Bob Kulick de Balance (en) (le frère de Bruce Kulick quatrième guitariste soliste de Kiss). Pour l'anecdote, il aurait été remarqué d'abord car il portait à un pied, lors de l'audition, une basket orange et à l'autre pied une basket rouge, Gene Simmons pensa alors qu'il s'agissait d'un clochard.
Il sera pour beaucoup dans l'identité sonore et visuelle du groupe Kiss des années 1970. C'est lui qui en dessine le logo, dont la calligraphie du double S en forme d'éclairs mais évoquant les initiales de la Waffen-SS fera polémique. Ace est à l'origine des maquillages du groupe puisqu'il sera le premier à trouver le sien, qui lui vaudra le surnom de « Space Ace » puis il conseillera à Paul Stanley de porter l'étoile à son œil droit. Ace se démarquera toujours des autres membres, dans les textes des compositions, qui seront plus en rapport avec ses soucis d'alcool (Cold Gin), son passé bagarreur (Hard Times), son électrisation lors d'un concert (Shock Me) et sa passion pour l'espace (Strange Ways, ou encore récemment Outer Space).
Compositeur mais pas chanteur sur les premiers albums du groupe, après un différend sur l'album Destroyer en 1976 où le producteur du disque Bob Ezrin le remplacera par un autre guitariste alors qu'il n'est pas présent au studio pour assurer un solo sur une chanson, les relations avec les membres fondateurs du groupe ne seront plus jamais les mêmes, il ne composera rien sur l'album suivant (Rock and Roll Over, 1976), et s'essayera au chant sur Shock Me (Love Gun, 1977) avec peut-être une petite idée derrière la tête puisqu'il enregistrera à plusieurs reprises, à partir de cette chanson, tous les instruments sauf la batterie sur les chansons qu'il composera dans les albums suivants.
En 1978, Ace désirant quitter Kiss, tout comme Peter Criss, le groupe décide de faire quatre albums solos. Outre qu'il soit le compositeur total de son album (à part une reprise de la chanson New York Groove, originellement enregistrée par le groupe de glam rock britannique Hello en 1975), Ace joue quasiment de tous les instruments sur ce disque, mis à part la batterie qui est assurée par Anton Fig. L'album d'Ace sera le plus populaire des quatre albums solos des membres du groupe puisqu'il sera le plus vendu (un million d'exemplaires) et recevra d'excellentes critiques de la presse,, notamment grâce à la reprise de New York Groove, le seul titre des quatre albums solos qui fut joué pendant longtemps par le groupe ; elle s'est hissé au 13e rang du Billboard Hot 100. Il s'agissait du classement le plus élevé pour l'un des singles sortis des albums solo de 1978. L'album lui-même atteint la 26e place du palmarès des albums Billboard US 200 et a été certifié disque de platine en octobre 1978. 
De 1979 à 1981, le style musical de Kiss s'oriente vers le disco et la pop. En 1981, sur l'album-concept Music from « The Elder », Ace est encore confronté à un problème avec le producteur Bob Ezrin, ce dernier lui coupant certains de ses solos, et il n'est pas satisfait de l'orientation que prend Kiss sur cet album, s'aventurant vers le rock progressif alors qu'Ace souhaite un retour au hard rock.
En 1982, Ace rencontre une période difficile (alcoolisme, drogue, etc.), et l'entente avec les autres membres du groupe n'est pas au plus calme. Il quitte alors le groupe et se fait remplacer par Vinnie Vincent pour la tournée de Creatures of the Night, lequel avait déjà pris sa place en tant que guitariste sur l'album mais n'était pas crédité, au contraire d'Ace qui apparut même sur la pochette malgré le fait qu'il n'ait pas participé à l'enregistrement.
Même après son départ du groupe, Frehley en touche une partie des bénéfices jusqu'en 1985.

### 1985-1994: Premier départ de Kiss, Frehley's Comet et carrière solo
En 1984, il est invité à jouer sur le titre Bump and Grind de l'album de Wendy O. Williams produit par Gene Simmons, puis fonde en 1985 son propre groupe, Frehley's Comet, avec John Reagan, Arthur Stead, Richie Scarlet et Anton Fig (qui a déjà travaillé avec lui sur son premier album).
Après deux albums et un EP live sortis par son groupe, celui-ci cesse et Frehley publie l'album Trouble Walkin' en 1989 sous son propre nom, marquant le retour d'Ace à un style hard rock plus traditionnel. Classé 102e du classement Billboard 200 , l'album peine à trouver le succès, bien que celui-ci reçoit des critiques favorables,. Cet album marque également sa collaboration sur quelques chansons avec Peter Criss, son ancien partenaire de Kiss et avec qui il a gardé de bonnes relations ; Criss participe aux chœurs dans Too Young 2 Die, Back to School, et Trouble Walkin' la chanson-titre. Le remerciant pour sa contribution dans cet album, Frehley lui rendra la pareille en jouant à la guitare solo sur trois titres de l'album Cat #1 de Peter Criss (sorti en 1994).
Vers la fin de la décennie, plusieurs compilations de Frehley's Comet sortent avec des titres inédits et des enregistrements live de chansons de Kiss chantés par Ace, ainsi qu'un album en son hommage (Spacewalk - A Salute to Ace Frehley) par des guitaristes tels que Scott Ian, Gilby Clarke, Dimebag Darrell, Snake Sabo, Marty Friedman, Tracii Guns, John Norum, Bruce Bouillet et Jeff Watson (le disque comprend aussi un inédit d'Ace avec Richie Scarlet).

### 1996-2002:Psycho Circus, seconde période avec Kiss
Durant la première moitié des années 1990, Frehley se fait plus discret, se contentant de quelques concerts donnés à New York.
En 1995, avec Peter Criss, il participe partiellement à l'album acoustique Kiss Unplugged, ce qui provoque une vague de nostalgie du Kiss original des années 1970 et amène à la reformation de celui-ci en 1996. 
L'album Psycho Circus paraît en 1998 (bien qu'Ace et Peter aient très peu participé à sa réalisation) et est suivi et d'une tournée mondiale. Arrive alors le Farewell Tour, supposément la tournée d'adieu de Kiss, qui continuera finalement sans Ace (et Peter Criss), qui quitte à nouveau le groupe en 2002, remplacé par Tommy Thayer. Il participe notamment au concert de soutien pour les attentats du 11 septembre 2001.

### Depuis 2002: Après Kiss

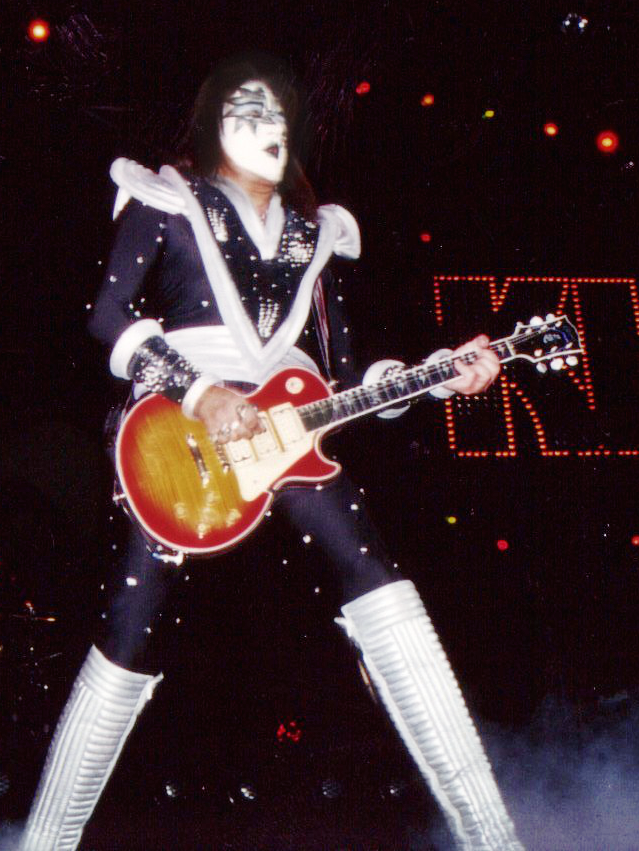
Ace Frehley en concert avec Kiss lors du Psycho Circus Tour à Paris en 1999.

Surnommé aux États-Unis le Keith Richards américain, il est adulé par de nombreux guitaristes, notamment Dimebag Darrell, guitariste de Pantera, qui portait un tatouage d'Ace sur la poitrine.
Lors de sa dernière apparition au Rock Honors en 2006, il était accompagné sur scène par Slash, Tommy Lee, Rob Zombie, Scott Ian et Gilby Clarke pour jouer le morceau God of Thunder de Kiss.
Il enregistre l'album solo Anomaly avec Derrek Hawkins (guitariste), Scot Coogan (batteur, ex-Brides Of Destruction) et Anthony Esposito (bassiste, ex-Lynch Mob). L'album sort le 15 septembre 2009. Il est mixé par Marti Frederiksen (Aerosmith, Def Leppard, etc.) ; dans cet opus, il parle notamment de sa foi, et surtout de ses combats contre l'alcool et la drogue, dont il s'est définitivement débarrassé après des années noires. Tandis que chaque membre fondateur de Kiss sort un nouvel album solo (Asshole pour Gene Simmons en 2004, Live to Win pour Paul Stanley en 2006, One for All pour Peter Criss en 2007), Ace clôture cette série avec ce nouvel album ; cette série peut rappeler celle de 1978.
Frehley sort son album Spaceman en octobre 2018, dont les titres sont écrits ou coécrits par Frehley. L'album atteint la 49e place du Billboard 200 et reçoit de bonnes critiques,,. Il marque également les retrouvailles de Frehley et Gene Simmons depuis son départ en 2002, qui a coécrit et joué de la basse sur le titre Without You I'm Nothing et a également coécrit Your Wish Is My Command. 
Le même mois, Ace Frehley et Bruce Kulick (un autre ancien guitariste de Kiss) participe à l'édition 2018 de Kiss Kruise. Ils ont interprété en acoustique les chansons 2,000 Man, New York Groove (celle-ci interprétée par Frehley sur son album solo de 1978), Nothin' to Lose et Rock and Roll All Nite. C'est la première fois que Frehley et Kiss se produisent ensemble depuis les cérémonies de clôture des Jeux olympiques d'hiver de 2002.

## Anecdotes
- Ace Frehley est connu pour son humeur joviale, son humour, son sens de l’auto-dérision et ses fréquents et bruyants éclats de rire. L'interview donnée par Kiss en 1979 à l'émission The Tomorrow Show avec le présentateur Tom Snyder en est l'exemple le plus célèbre : au cours de l'entretien, Ace, ivre, vole la vedette à ses condisciples, multipliant blagues et éclats de rires, provoquant l'hilarité du présentateur mais aussi, de façon évidente, un certain malaise chez Paul Stanley et une profonde irritation chez Gene Simmons[24].
- Il a échappé à la mort notoirement à deux reprises :
  - Durant un concert de Kiss en décembre 1976, il s'est électrisé avec sa guitare, lors d'un court circuit ; il restera dix minutes entre la vie et la mort mais finalement se relèvera, indemne[25]. Après cet accident, il décide qu'il ne jouera plus qu'avec un boitier HF sans aucun raccordement filaire à son amplificateur. Il en tirera l'un de ses plus célèbres titres : Shock Me.
  - En 1982, le terrible accident qu'il a eu en remontant une autoroute à contresens, au volant de sa DeLorean, sous l'emprise de l'alcool et de médicaments, jouera en partie dans sa décision de quitter Kiss. On reconnait à sa coupe de cheveux sur les photos, laquelle est plus courte que d'habitude, ses apparitions post-accident. Afin de ne pas détonner, les autres membres feront pareil, ce qui explique les cheveux courts de tout le line-up à l'époque durant la période The Elder/Killers, ainsi que dans le clip de A World Without Heroes. Dans le clip de la chanson I, le groupe apparaît même seulement à trois, sans Ace.

## Matériel

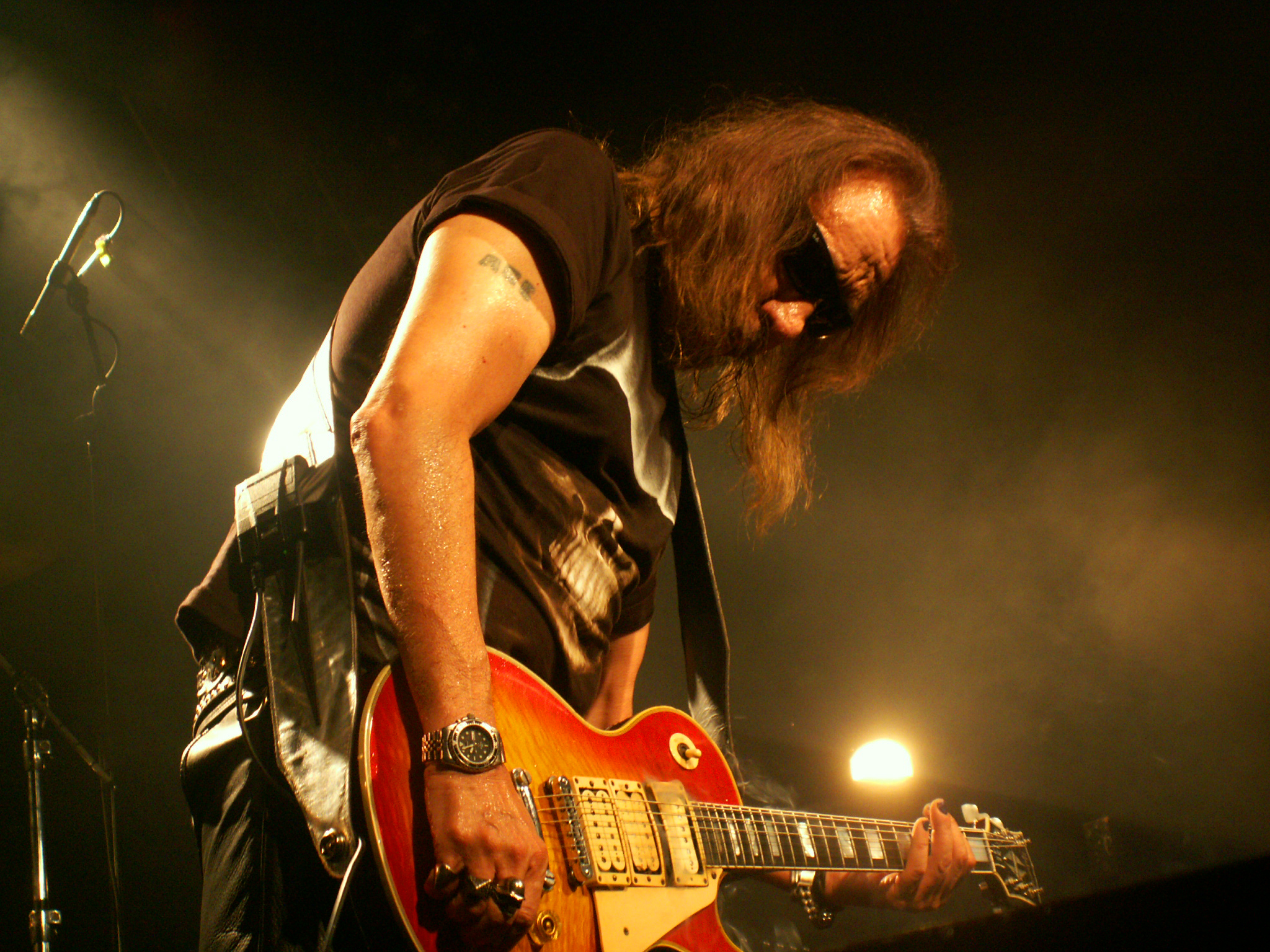
Ace Frehley en concert à Köln en juin 2008.

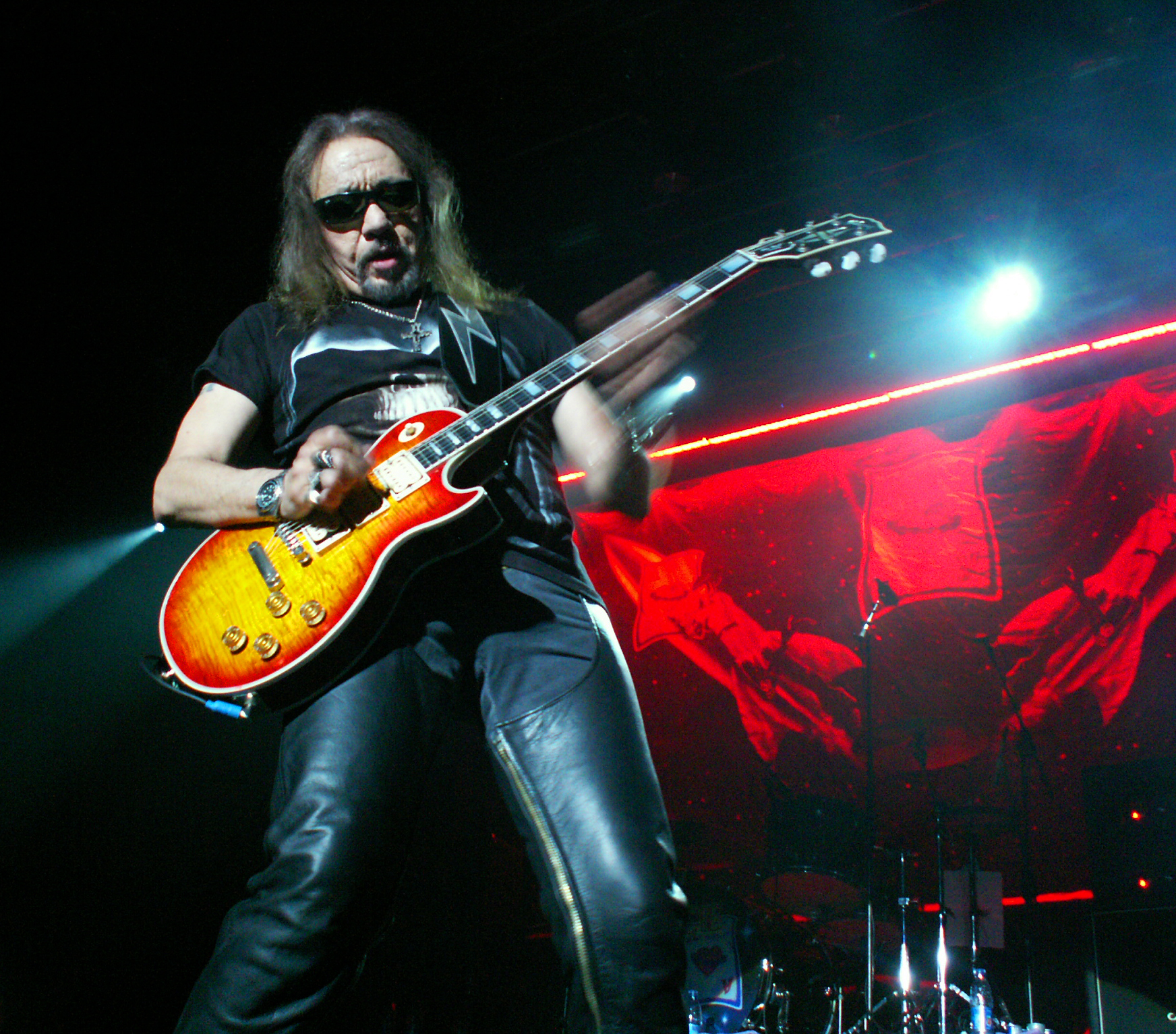
Ace Frehley en concert à Tilbourg en juin 2008.

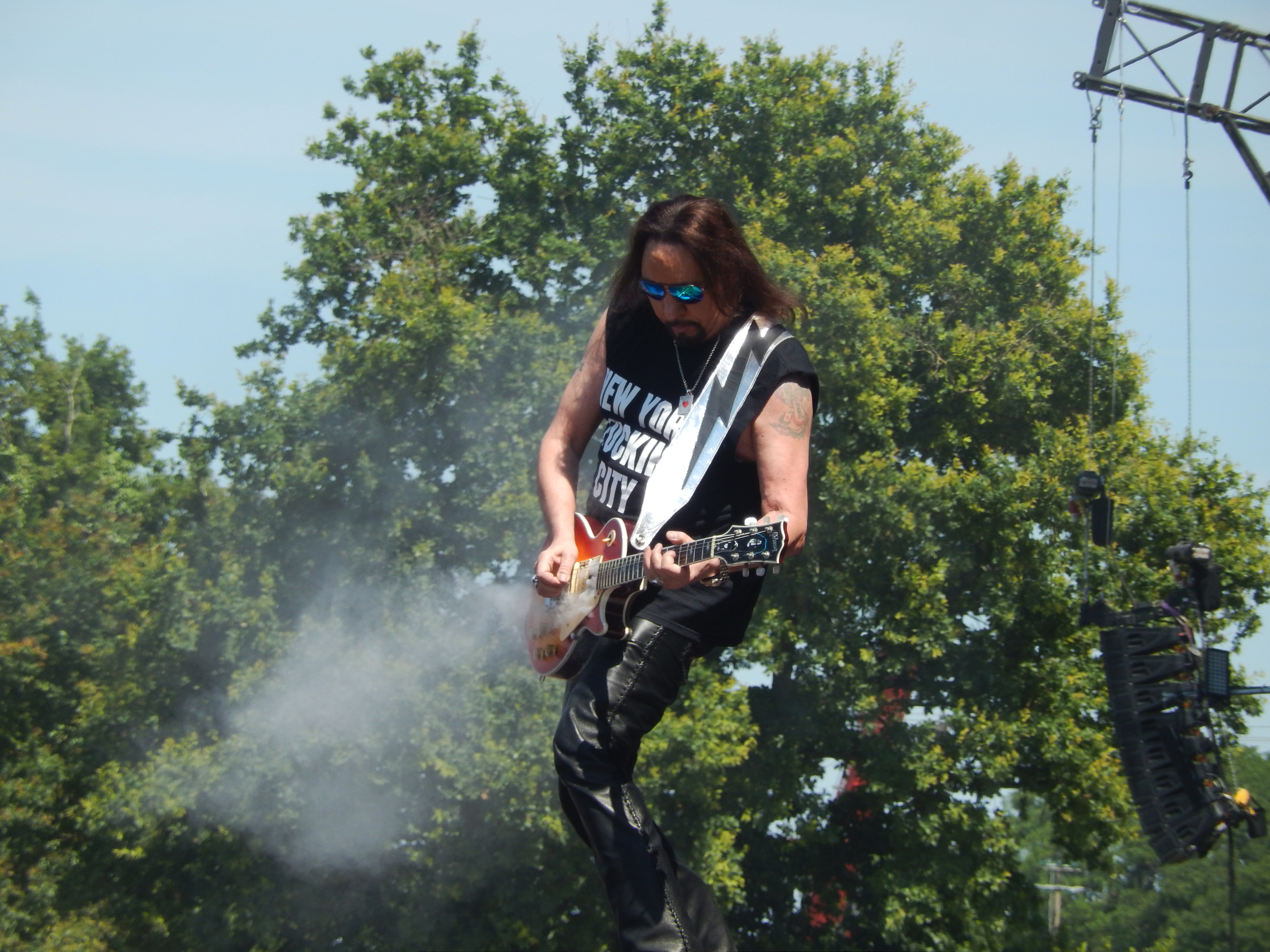
Ace Frehley en concert au Hellfest en 2015.

Ace Frehley est un des plus fervent joueur de Gibson Les Paul. Même si à ses débuts il a joué sur d'autres instruments, il est rapidement venu à la Gibson Les Paul, d'abord modèle Standard Honey Burst à 2 micros, puis à celle qui est devenu son image de marque : une Gibson Les Paul Custom, Cherry sunburst 3 micros. Même si en studio, il utilisa d'autres marques, c'est quasi essentiellement sur des Gibson qu'il a joué dans tous ses concerts, ne concédant à sa traditionnelle Cherry Sunburst, que des Gibson Les Paul Custom Black Beauty, essentiellement sur la tournée Dynasty.
Autre particularité non moins célèbre : Ace fera insérer dans l'une de ses Gibson Les Paul, à la place d'un des 3 micros, un fumigène à déclenchement, utilisé notamment sur le fameux solo de Shock Me, étant par ailleurs précurseur sur ce morceau de la technique du "Tapping", largement ensuite développée et mondialisée par Eddie Van Halen avec son morceau Eruption. En plus de cette guitare à fumigène qui est une marque de fabrique de Ace Frehley, celui-ci innovera sur le morceau New York Groove, morceau de Russ Ballard, figurant sur son album solo au sein de Kiss, et qui sera un hit, avec une guitare spéciale (tournée 79) Les Paul à 1 seul micro avec des rampes de lumières s'allumant par bandes, dont l'aspect général Brillant/nacré ne pouvait pas passer inaperçu sur les gigantesques scènes de Kiss.
Sur la tournée Réunion Tour et Psycho Circus, il tentera une nouvelle innovation avec une Les Paul faussement lance-roquette (qui visait un spot, celui-ci tombant de son support et retenu par le fil) mais avec un vrai dispositif de feu d'artifice.
Il est rare de voir apparaître Ace Frehley avec une guitare acoustique : on peut l'apercevoir sur le clip de la chanson A World Without Heroes (de l'album Music from « The Elder ») ainsi que sur le concert MTV Unplugged.
Sur la vidéo (clip ou scopitone) de « Hard Luck Woman », on peut voir Ace Frehley et Paul Stanley qui jouent sur une Gibson SG double manche. Sur quelques photos et vidéos de la période suivant l'accident très grave de Ace Frehley (Killers/Creatures of the Night), on peut l'apercevoir avec une mini-explorer de Hamer.
Ace joue quasi exclusivement sur des amplis Marshall, à l'exception de sa période d'endorsement par les amplis Laney. Il a aussi possédé son propre studio d'enregistrement 24 pistes dans sa maison du Connecticut, où il a enregistré en partie son album solo au sein de Kiss. Un must pour l'époque. il ne possède plus ni le studio ni la maison qu'il avait à ce moment-là.
Gibson a sorti une guitare Ace Frehley Signature lors du réunion tour (préciser si c'est le bon nom de tournée), à laquelle le guitariste a activement participé. Si, comme à son habitude, le modèle était une Gibson Les Paul Custom, couleur Cherry Sunburst, 3 micros, celle-ci a des spécifications uniques :
- repères de manche en forme d'éclair
- signature Ace Frehley à la douzième case
- Table en érable flammé qualité AAA
- Flight case sérigraphié avec la signature d'Ace dont la Carte d'As avec un dessin de planète à anneaux. Extérieur noir, intérieur bleu.
- 300 exemplaires seulement, spécialement numéroté - contrairement à la numérotation habituelle à 8 chiffres - de type ACE 000
- Tête du manche incrusté du dessin de la tête de Ace Frehley, de son album solo période Kiss, exceptionnelle de réussite.
- le cache Truss-rod est une plaque en fer chromée imitant une carte à jouer (un As)
- Il fut produit ensuite une autre série signature avec une numérotation classique et surtout le modèle Epiphone Ace Frehley Signature, plus abordable.

Enfin, récemment, un second modèle de Les Paul Ace Frehley signature serait en cours d'étude, ressemblant à la Les Paul que Ace Frehley arbore en moment sur ses tournées, une Les Paul Custom 3 micros, pourtour bleu dégradé sur gris argent le tout irisé de paillettes.
Plus anecdotique : Washburn a fait un modèle signature pour Ace Frehley au début avant sa formation de Frehley's Comet (à vérifier pour l'exactitude), en forme d'éclair.
Ace Frehley, avec Frehley's Comet, a aussi joué parfois sur scène avec une Gibson Flying V standard noire.
La plupart du temps, Ace a fait monter des micros Di Marzio Super Distortion sur ses guitares. C'est également ceux qui ont été choisis sur ses modèles Ace Frehley Signature.

## Discographie

### Albums avec Kiss
Albums studio
1. Kiss (1974)
2. Hotter Than Hell (1974)
3. Dressed to Kill (1975)
4. Alive! (1975)
5. Destroyer (1976)
6. Rock and Roll Over (1976)
7. Love Gun (1977)
8. Alive II (1977)
9. Ace Frehley (album solo - 1978)
10. Dynasty (1979)
11. Unmasked (1980)
12. Music from "The Elder" (1981)
13. Kiss Unplugged (1996)
14. Psycho Circus (1998)

Note : Ace apparaît sur la pochette de Creatures of The Night mais n'y participe pas.

#### Titres de Kiss écrits ou coécrits par Ace Frehley
Outre l'intégralité des titres de l'album Ace Frehley, les titres suivants sont attribués ou coattribués à Frehley.
| Titre                  | Album                  | Année | Chanté par   |
| ---------------------- | ---------------------- | ----- | ------------ |
| Acrobat                | Aucun                  | 1974  | instrumental |
| Cold Gin               | Kiss                   | 1974  | Gene Simmons |
| Love Theme from Kiss   | Kiss                   | 1974  | instrumental |
| Parasite               | Hotter Than Hell       | 1974  | Gene Simmons |
| Comin' Home            | Hotter Than Hell       | 1974  | Paul Stanley |
| Strange Ways           | Hotter Than Hell       | 1974  | Peter Criss  |
| Getaway                | Dressed To Kill        | 1975  | Peter Criss  |
| Rock Bottom            | Dressed to Kill        | 1975  | Paul Stanley |
| Flaming Youth          | Destroyer              | 1976  | Paul Stanley |
| Shock Me               | Love Gun               | 1977  | Ace Frehley  |
| Rocket Ride            | Alive II               | 1977  | Ace Frehley  |
| Hard Times             | Dynasty                | 1979  | Ace Frehley  |
| Save Your Love         | Dynasty                | 1979  | Ace Frehley  |
| Talk To Me             | Unmasked               | 1980  | Ace Frehley  |
| Two Sides Of The Coin  | Unmasked               | 1980  | Ace Frehley  |
| Torpedo Girl           | Unmasked               | 1980  | Ace Frehley  |
| Dark Light             | Music from "The Elder" | 1981  | Ace Frehley  |
| Escape From The Island | Music from "The Elder" | 1981  | instrumental |
| Into The Void          | Psycho Circus          | 1998  | Ace Frehley  |

### Albums en solo / avec Frehley's Comet

#### Solo/Frehley's Comet
Studio
1. 18 septembre 1978 : Ace Frehley
2. 7 juillet 1987 : Frehley's Comet
3. 24 mai 1988 : Second Sighting
4. 13 octobre 1989 : Trouble Walkin'
5. 15 septembre 2009 : Anomaly
6. 18 août 2014 : Space Invader
7. 19 octobre 2018 : Spaceman

Reprises
1. 15 avril 2016 : Origins Vol.1
2. 18 septembre 2020 : Origins Vol. 2

Live
1. février 1988 : Live+1

Compilation
1. 8 avril 1987 : 12 Picks
2. 20 janvier 1998 : Loaded Deck
3. 24 janvier 2006 : Greatest Hits Live

## Films
- 1978 : Kiss contre les fantômes (Kiss Meets the Phantoms of the Park)
- 1999 : Detroit Rock City
- 2005 : Remedy

## Concerts / Vidéos
1. - Live in Japan (1977)
2. - Detroit rock city (1977)
3. - Exposed (1987)
4. - X-treme closed up (1992)
5. - Konfidential (1993)
6. - Kiss my ass (1994)
7. - Kiss unplugged (1996)
8. - The second coming (1996)
9. - Las Vegas (1999)
10. - Love gun (2005)
11. - Kissology I (2006)
12. - Firehouse (2007)
13. - Kissology II (2007)
14. - Kissology III (2007)